# Guillaume d’Aspremont-Lynden
Guillaume Bernard Charles Ferdinand, Graf von Aspremont-Lynden (* 14. Oktober 1815; † 6. September 1889) war ein belgischer Politiker. Er war Mitglied der konservativen Katholischen Partei.

## Politische Karriere
Von 1842 bis 1875 war er Bürgermeister von Barvaux-Condroz.
1864 kam er in den Senat für das Arrondissement Namur und blieb Senator bis 1884. 1872 wurde d’Aspremont-Lynden zum Kriegsminister berufen. Anschließend war er bis 1878 Minister für auswärtige Angelegenheiten. Außerdem agierte er als Vizepräsident des Senatsausschusses für auswärtige Angelegenheiten (1880), Präsident des Senatsausschusses für auswärtige Angelegenheiten (1881–1884) und Präsident des Senatsausschusses für Landwirtschaft (1883–1884).

## Auszeichnungen
- Offizier des Leopoldsordens (Königreich Belgien)
- Ritter des Roten Adlerordens 1. Klasse (Königreich Preußen)
- Komtur des Herzoglich Sachsen-Ernestinischen Hausordens